# ぼ

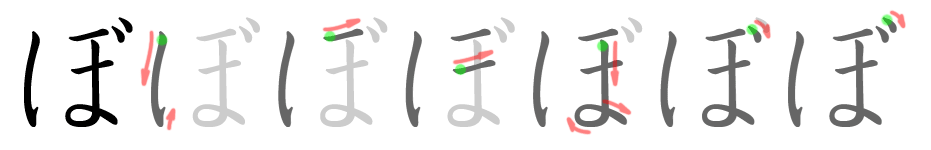
「ぼ」の筆順

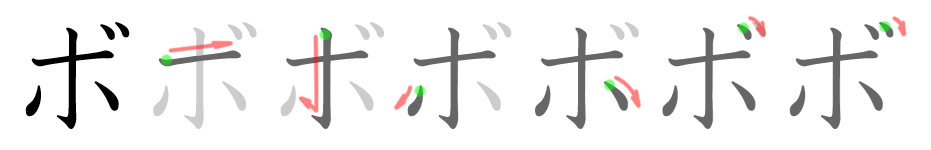
「ボ」の筆順

ぼ、ボは、日本語の音節のひとつであり、仮名のひとつである。1モーラを形成する。ほ、ホに濁点をつけた文字である。
- 現代標準語の音韻: 1子音と1母音「お」から成る音。両唇を閉じてから開く破裂音。有声子音。
- 発音： ぼ[ヘルプ/ファイル]

## ぼ に関わる諸事項
- 「ぼ」は、「坊」より子どもおよびそれに準じる物を指す（つくしんぼ）。
- 「ぼー」は、火が燃えている状態の音を示す。
- 「ボー」は汽船の音を示す。